# 880

## Догађаји
- Википедија:Непознат датум — Владавина династије Абасида у Багдаду.

- Битка код Кефалоније: Византијску флоту, под адмиралом Насаром, шаље цар Василије I на Јонска острва. Насар побеђује Аглабиде у ноћној бици код Кефалоније (модерна Грчка).
- 1. мај – Патријарх Фотије I је свечано освештао храм Неа Еклисиа у Цариграду, постављајући модел за све касније крстасте православне храмове.
- 2. фебруар – Битка код Линебург Хеатха: Краљ Луј III је поражен од норвешке Велике паганске армије код Линебург Хеатха. Саксонци су разбијени у снежној мећави; многи се удаве у реци или буду заробљени приликом повлачења.
- Битка код Тимеона: Краљ Луј III побеђује Викинге из Енглеске, близу Шарлроа, северно од реке Самбре. Током битке је убијено 5.000 Викинга.
- Битка код Фјалера: Краљ Харалд Фаирхаир се креће на исток дуж норвешке обале са својом флотом. Побеђује свог ривала Атлеа Мјовеа код Фјалера у Сунфјорду и слеће са својим дугим бродовима у Тонсберг.
- Децембар – Уговор из Рибемонта: Луј Млађи и краљеви Западнофраначког краљевства потписују уговор. Млади франачки монарх, краљ Луј III, сведен је само на Неустрију.
- Ламберт I, војвода од Сполета, умире док је опседао град Капуу. Наслеђује га син Гај II.
- Најстарије познато помињање града Дортмунда.
- Фуџивара но Мотоцуне, јапански државник, себи ствара позицију регента (кампаку). Клан Фуџивара ће моћи да доминира владом више од 3 века.
- 22. децембар – Луојанг, источну кинеску престоницу династије, заробио је вођа побуњеника Хуанг Чао, за време владавине цара Си Зонга.
- Папа Јован VIII издаје булу Индустриае Туае, стварајући независну епархију у Великој Моравској, са архиепископом Методијем на челу. Старословенски језик је признат као четврти богослужбени језик, поред латинског, грчког и хебрејског.
- Прва позната хришћанска епархија у Словачкој основана је у граду Њитра, са Вихингом као епископом.

## Смрти
- Википедија:Непознат датум — Карломан Баварски, краљ Италије (*830.)